# Trugon terrestris
Trugon terrestris là một loài chim trong họ Columbidae.
Loài này được tìm thấy ở New Guinea, nơi môi trường sống tự nhiên của nó là rừng đất thấp nhiệt đới ẩm.

## Mô tả
Chim bồ câu đất mỏ dày là một loài mạnh mẽ phát triển đến chiều dài 33 cm; chim trống và chim mái có bộ lông như nhau. Lông ở phía trên màu xám hơi xanh biển hoặc xám hơi nâu đồng nhất, ngực có màu xám và bụng màu da bò hơi màu cam. Mỏ rộng với đầu mỏ màu nhợt nhạt, các lông tai là nhạt và có một đỉnh ngắn trên gáy. Các lông dưới cánh sọc đen trắng sắc nét nhưng đuôi không có các dải sọc. Chân màu hồng.

## Phân bố và môi trường sống
Chim bồ câu đất mỏ dày là loài đặc hữu của đảo New Guinea. môi trường sống của nó là rừng đất thấp và nó xảy ra ở độ cao khoảng 650 m. Mặc dù thường được tìm thấy trong rừng ẩm ban đầu, có vẻ như để có thể sử dụng các khu vực bị khai hoang một phần. 

## Sinh thái học
Chim bồ câu đất mỏ dày thường kiếm ăn một mình, nhưng đôi khi được nhìn thấy đi thành đôi. Chúng thường nhút nhát, sống chủ yếu trên mặt đất và chạy trốn vào bụi cây khi bị quấy rầy, nhưng tung đập cánh bay vào không trung một cách mạnh mẽ khi bị đe dọa. Chúng vẫy đuôi xuống thường xuyên khi bước đi. Chúng ăn các loại trái cây và hạt đã rơi xuống đất. Chúng nhặt trái cây bằng mỏ và mổ xuống nhiều lần trên mặt đất để tách trái cây ra và ăn hạt.
Chúng đậu ở các cành cây thấp vào ban đêm. Mùa sinh sản dường như diễn ra tại bất kỳ thời gian của năm, với tổ đã được tìm thấy giữa tháng hai và tháng 10.. Tổ được làm bằng cách đào một lỗ trong lòng đất, có lẽ giấu giữa rễ bạnh vè của một cây lớn. Tổ có thể không lót hoặc có thể kết hợp một vài cành hoặc lá, hoặc có thể là khá phức tạp hơn. Mỗi tổ có một quả trứng màu trắng duy nhất được đặt và được cả chim bố và chim mẹ ấp, chim bố thường xuyên ấp vào ban ngày. Chim non ở trong lãnh thổ của cha mẹ trong khoảng một tháng. 

## Tình trạng
Chim bồ câu đất mỏ dày là một loài chim thông thường không phổ biến; trong một khu vực người ta ước tính rằng một con chim đã có mặt trong mỗi 10 ha (25 mẫu). Tuy nhiên, nó có một phạm vi rất rộng và dường như không phải là đối tượng của bất kỳ mối đe dọa cụ thể, do Liên minh Quốc tế Bảo tồn Thiên nhiên đã đánh giá tình trạng bảo tồn của nó như là của "loài ít quan tâm".